# Alzira Rufino
Alzira dos Santos Rufino (Santos, 6 de julho de 1949 – Santos, 26 de abril de 2023) foi uma enfermeira, escritora e ativista política brasileira atuante no Movimento Negro e no Movimento de Mulheres Negras. É referência na luta contra a violência à mulher e a favor dos direitos dos negros e se autointitulava “batalhadora incansável pelos direitos da mulher, sobretudo da mulher negra”. Foi a primeira escritora negra a ter seu depoimento registrado pelo Museu de Literatura Mário de Andrade, de São Paulo.

## Biografia
Alzira Rufino nasceu em 6 de julho de 1949, no bairro do Macuco da cidade de Santos, no estado de São Paulo. Quando criança, Rufino trabalhou com seu irmão vendendo sacos vazios de cimento, peixe e palhas de tábua, e com sua mãe, catadora de café. Apesar da infância pobre, sua mãe mantinha o firme propósito de que seus filhos tivessem educação formal, por isso Rufino nunca negligenciou seus estudos. Aos sete anos, foi incentivada por uma professora a escrever um diário para expressar seus sentimentos, marcando o início do seu interesse pela escrita. Recebeu seu primeiro prêmio de redação na 3ª série do ensino fundamental. Aos quatorze anos recebeu um prêmio de poesia na Santa Casa de Misericórdia de Santos, onde, aos dezessete anos, começou a trabalhar como auxiliar de cozinha e faxineira. Estudou em diversas escolas, como Parque Infantil Patrícia, Colégio Estela Maris e Colégio Cidade de Santos, mudando-se mais tarde para a cidade de São Paulo a fim de se formar em Enfermagem.
No fim dos anos 70, começou a se envolver em diferentes frentes de movimentos políticos e sociais, e na década de 80 passou a frequentar eventos do movimento de mulheres negras. Assim, em março de 1985, organizou a Primeira Semana da Mulher da região da Baixada Santista. Em 1986, fundou o Coletivo de Mulheres Negras da Baixada Santista, um dos mais antigos grupos em prol da emancipação de mulheres negras na sociedade brasileira.
Em 1987, organizou o livro Eu, mulher negra com poesias de sua autoria e partiu em busca de editoras para conseguir publicá-lo, sendo recusada por todas. Assim, decidiu fazer uma autopublicação, lançando seu livro em 1988. Seu livro teve uma boa aceitação crítica e Rufino foi convidada pelos organizadores da III Feira Internacional do Livro Feminista, no Canadá, como palestrante. Neste mesmo ano, criou o Coral Infantil Omó Oiá e o Grupo de Dança Afro Ajaína.
Em 1990, fundou a Casa de Cultura da Mulher Negra, uma organização não governamental com o propósito de contribuir para o desenvolvimento profissional de mulheres negras, além de oferecer apoio jurídico e psicológico para vítimas de violência doméstica, sexual e de racismo. Pelo reconhecimento a seu trabalho, Alzira Rufino foi homenageada como Mulher do Ano, em 1991, no Rio de Janeiro, pelo Conselho Nacional da Mulher Brasileira. Em 1992, recebeu o título de "Cidadã Emérita" da Câmara Municipal de Santos, sendo a primeira mulher negra a receber essa homenagem na região. Entre os anos de 1995 e 1998, exerceu a função de coordenadora da Rede Feminista Latino-Americana e do Caribe contra a Violência Doméstica, Sexual e Racial, na sub-região Brasil.
Em 2005, foi uma das 52 mulheres brasileiras indicadas para o Projeto 1000 Mulheres para o Prêmio Nobel da Paz 2005.
Desde 1991, edita a Revista Eparrei, voltada para a cultura negra.
Costuma se autodesignar "feminegra", para explicar seu papel na luta pelo feminismo negro. Além disso, é seguidora das tradições do candomblé, se tornando uma ialorixá.

## Prêmios
- 1991 - Mulher do Ano - Conselho Nacional da Mulher Brasileira (Rio de Janeiro)[4]
- 1992 - Cidadã Emérita - Câmara Municipal de Santos[5]
- 2009 - IV Prêmio África Brasil - Centro Cultural Africano[9]
- 2014 - Medalha Ruth Cardoso - Conselho Estadual da Condição Feminina e Assembleia Legislativa de São Paulo[10]
- 2016 - Prêmio Dandara - Conselho Municipal de Participação e Desenvolvimento da Comunidade Negra (CMPDCN) e Coordenadoria de Promoção da Igualdade Racial e Étnica (Copire) da Prefeitura de Santos[11]

### Antologias
- Finally...Us: Contemporary Black Brazilian Women Writers. Colorado: Three Continent, 1995. ISBN 9780894107894
- Cadernos Negros 19. São Paulo: Quilombjhoje; Ed. Anita, 1996[12]
- Cadernos Negros 21. São Paulo: Quilombhoje; Ed. Anita, 1998[12]
- Literatura e afrodescendência no Brasil: antologia crítica. v. 2, Consolidação. Organização de Eduardo de Assis Duarte. Belo Horizonte: Editora UFMG, 2011. ISBN 9788570419040

### Contos e crônicas
- Qual o quê. Santos: edição da autora, 2006.
- Alzira Rufino uma ativista feminegra. Santos: edição da autora, 2008.

### Ensaios
- A mulher negra tem história. Em coautoria com Nilza Iraci e Maria Rosa Pereira. Santos: edição da autora, 1987.
- Articulando. Santos: edição da autora, 1987.
- Mulher negra: uma perspectiva histórica. Santos: edição da autora, 1987.
- O poder muda de mãos, não de cor. Santos: edição da autora, 1996.
- Violência contra a mulher – uma questão de saúde pública. Anais do II Encontro Nacional de Entidades Populares. Santos: Casa de Cultura da Mulher Negra, 1998 (organizadora).
- O Livro da Saúde das Mulheres Negras. Organização de Jurema Werneck, Maisa Mendonça e Evelyn C. White. Pallas, 2000.
- Violência contra a mulher – um novo olhar. Anais do Seminário “Violência Intrafamiliar, Mulher e Saúde”. Santos: Casa de Cultura da Mulher Negra, 2000 (organizadora).
- Vocês não podem adiar mais os nossos sonhos... In: Revista Estudos Feministas. Florianópolis: CFH/CCE/UFSC, v. 10, nº 1, 2002. p. 215-218.
- Configurações em preto e branco. In: Racismos contemporâneos. Organização de Ashoka e Takano. Rio de Janeiro: Takano Cidadania, 2003.

### Livros infantis
- Muriquinho, piquininho. Santos: edição da autora, 1989.

### Poesia
- Eu, mulher negra, resisto. Santos: edição da autora, 1988.
- Bolsa poética. Santos: Demar, 2010.

### Romance
- A mulata do sapato lilás. Santos: edição da autora, 2007.

## Citações
Coerente com a luta contra o racismo e em favor das mulheres negras, as citações (frases) de Alzira remetem sempre à autoestima, à valorização da etnia e à luta, até que esteja extinta toda e qualquer forma de opressão, discriminação e preconceito contra o povo negro.
- Mulheres negras: produzam o show e assinem a direção!
- Quem está na chuva é para se secar!
- Se poder é bom, mulher negra quer poder.
- Não acredito em poder intelectual, político ou cultural, sem o poder econômico.
- O possível, estamos fazendo agora; o impossível demora um pouco mais!
- 1+1 é sempre mais que 2.
- O poder tem que mudar de mãos, cor, gênero e classe na ótica da teoria coletivista afrocentrada.
- Sou negra Ponto Final.
- Eu, mulher negra, resisto.

## Morte
Morreu em 26 de abril de 2023, em Santos/SP, estava internada no hospital Ana Costa e a causa da morte não foi divulgada.